# Якоб Катс
Якоб Катс (нід. Jacob Cats; *10 листопада 1577, Брауверсгавен — 12 вересня 1660, Гаага) — нідерландський поет, дипломат і політичний діяч доби бароко.
Якоб Катс був адвокатом, потім професором у Лейдені, опікуном Лейденського університету.
У 1627 році він — посланик у Англію.
Від 1636 року у важкий для Голландії час Якоб Катс був великим пенсіонарієм Голландії.
Праці Якоба Катса:
- Emblemata en Zinnebeelder, Міддельберг, 1618;
- Zelfstryd, Міддельберг, 1620/1621;
- Huwelyk, 1628 (magnum opus);
- Proteus of Zinne en Minnebeelder, Роттердам, 1627;
- Trowring, Дордрехт, 1634;
- Tachtigjarig Leven Huishouding of Zorgvliet, Амстердам, 1656—1657

Віршована автобіографія Якоба Катса, написана ним на 82-му році життя, побачила світ у 1709 році.

## Джерело
- Энциклопедический словарь : в 86 т. (82 т. и 4 доп.). — СПб. : Ф. А. Брокгауз, И. А. Ефрон, 1890—1907. (рос.)